# Jacky Hénin

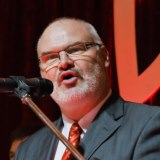
Jacky Hénin

Jacky Hénin (ur. 12 listopada 1960 w Douai) – francuski polityk, eurodeputowany, były mer Calais.

## Życiorys
Studiował technologię zarządzania firm i administracji na Uniwersytecie Lille I. Pracował w branży handlowej. W wieku 18 lat wstąpił do Francuskiej Partii Komunistycznej, wszedł później w skład władz krajowych tej partii.
W połowie lat 90. został członkiem władz miejskich Calais. W 2000 objął urząd mera tej miejscowości. W 2008 bez powodzenia ubiegał się o reelekcję, przegrywając z Natachą Bouchart z Unii na rzecz Ruchu Ludowego.
W 2004 i 2009 z ramienia komunistów uzyskiwał mandat posła do Parlamentu Europejskiego VI i VII kadencji, w którym zasiadał do 2014.